# .org
.org – internetowa domena najwyższego poziomu przeznaczona dla pozarządowych organizacji non-profit; została utworzona w 1985 roku, a jej operatorem jest (od 1 stycznia 2003) Public Interest Registry.
Domena .org jest używana przez organizacje m.in. zajmujące się oprogramowaniem open source.